# Адамович Валентина Іванівна
Адамович Валентина Іванівна — (15 листопада 1930, м. Кременець) — українська літераторка, педагогиня, краєзнавиця.

## Біографія
Закінчила Кременецький педагогічний інститут (1954), де одним із її вчителів був Андрієвський В. П. 
Працювала в СШ — Доброводівській Збаразького та Горинській Кременецького районів, потім — у Кременці: інспекторкою районного відділу народної освіти, заступникцею директора школи-інтернату, 1979—1986 — вчителькою СШ №1.

## Творчість
Авторка понад 50 оповідань, новел і повісті. Твори опубліковані в журналі «Тернопіль» і газеті «Діалог». Малу прозу пише від 1950-х, однак у радянський період через «слабке ідейне спрямування» її творів не публікували.
Авторка книги «На поклик волі» (Кременець, 2002). Оповідання «Характерник» включено до програми творів із позакласного читання для учнів середньої школи. Співавторка монографії «Оксана Лятуринська: життя і творчість» (Кременець-Т., 2002).